# Charlton Nyirenda
Charlton Nyirenda (29 agosto 1988) è un ex nuotatore malawiano, specializzato negli stile libero e farfalla.

## Biografia
Rappresentò il Malawi ai Giochi olimpici estivi di Pechino 2008, dove fu alfiere durante la cerimonia d'apertura. In piscina ottenne l'80º tempo nelle batterie dei 50 m stile libero e fu eliminato.
Fu convocato ai XIX Giochi del Commonwealth di Delhi 2010 in cui gareggiò nei 50 stile libero e nei 50 farfalla, senza riuscire a superare le batterie.